# New York Knicks 2020-2021
La stagione 2020-2021 dei New York Knicks è stata la 75ª stagione della franchigia nella NBA.

## Draft
| Giro | Scelta | Giocatore       | Ruolo | Nazionalità | Università/Squadra |
| ---- | ------ | --------------- | ----- | ----------- | ------------------ |
| 1    | 8      | Obi Toppin      | AG    | Stati Uniti | Dayton Flyers      |
| 1    | 23     | Leandro Bolmaro | AP    | Argentina   | Barcellona         |

## Roster
| \| Pos. \| Num. \| Naz. \| Nome \| Altezza \| Peso \| Data nascita \| Provenienza \| \| ---- \| ---- \| ---- \| ------------------ \| ------- \| ------ \| ------------ \| ------------------- \| \| P \| 0 \| \| Harper, Jared (TW) \| 178 cm \| 78 kg \| 14-09-1997 \| Auburn \| \| P \| 4 \| \| Rose, Derrick \| 188 cm \| 91 kg \| 04-10-1988 \| Memphis \| \| G \| 9 \| \| Barrett, R.J. \| 201 cm \| 96 kg \| 14-06-2000 \| Duke \| \| G \| 25 \| \| Bullock, Reggie \| 201 cm \| 93 kg \| 16-03-1991 \| North Carolina \| \| AG \| 1 \| \| Toppin, Obi \| 206 cm \| 100 kg \| 04-03-1998 \| Dayton \| \| C \| 3 \| \| Noel, Nerlens \| 211 cm \| 100 kg \| 10-04-1994 \| Kentucky \| \| P \| 5 \| \| Quickley, Immanuel \| 191 cm \| 84 kg \| 17-06-1999 \| Kentucky \| \| P \| 6 \| \| Payton, Elfrid \| 193 cm \| 84 kg \| 22-02-1994 \| Louisiana–Lafayette \| \| A \| 30 \| \| Randle, Julius \| 206 cm \| 113 kg \| 29-11-1994 \| Kentucky \| \| P \| 11 \| \| Ntilikina, Frank \| 196 cm \| 86 kg \| 28-07-1998 \| Francia \| \| AP \| 20 \| \| Knox, Kevin \| 206 cm \| 98 kg \| 11-08-1999 \| Kentucky \| \| G \| 18 \| \| Burks, Alec \| 198 cm \| 98 kg \| 20-07-1991 \| Colorado \| \| G \| 21 \| \| Pinson, Theo (TW) \| 196 cm \| 96 kg \| 05-11-1995 \| North Carolina \| \| AG \| 67 \| \| Gibson, Taj \| 206 cm \| 105 kg \| 26-06-1985 \| Southern California \| \| C \| 14 \| \| Pelle, Norvel \| 208 cm \| 105 kg \| 03-02-1993 \| Price HS \| \| C \| 23 \| \| Robinson, Mitchell \| 213 cm \| 109 kg \| 01-04-1998 \| Chalmette HS \| \| P/G \| – \| \| Vildoza, Luca \| 191 cm \| 86 kg \| 11-08-1995 \| Argentina \| | Allenatore - Tom Thibodeau Assistente/i - Johnnie Bryant - Darren Erman - Andy Greer - Larry Greer - Kenny Payne Legenda - (C) Capitano - (FA) Free agent - (S) Sospeso - (TW) Contratto Two-way - (GL) Assegnato a squadra G League affiliata - (SD) Scelto al Draft - Infortunato Roster • Transazioni · Ultima transazione: 6 maggio 2021 |                                            |                    |         |        |              |                     |
| Pos. | Num. | Naz.                                       | Nome               | Altezza | Peso   | Data nascita | Provenienza         |
| P | 0 | Stati Uniti (bandiera)                     | Harper, Jared (TW) | 178 cm  | 78 kg  | 14-09-1997   | Auburn              |
| P | 4 | Stati Uniti (bandiera)                     | Rose, Derrick      | 188 cm  | 91 kg  | 04-10-1988   | Memphis             |
| G | 9 | Canada (bandiera)                          | Barrett, R.J.      | 201 cm  | 96 kg  | 14-06-2000   | Duke                |
| G | 25 | Stati Uniti (bandiera)                     | Bullock, Reggie    | 201 cm  | 93 kg  | 16-03-1991   | North Carolina      |
| AG | 1 | Stati Uniti (bandiera)                     | Toppin, Obi        | 206 cm  | 100 kg | 04-03-1998   | Dayton              |
| C | 3 | Stati Uniti (bandiera)                     | Noel, Nerlens      | 211 cm  | 100 kg | 10-04-1994   | Kentucky            |
| P | 5 | Stati Uniti (bandiera)                     | Quickley, Immanuel | 191 cm  | 84 kg  | 17-06-1999   | Kentucky            |
| P | 6 | Stati Uniti (bandiera)                     | Payton, Elfrid     | 193 cm  | 84 kg  | 22-02-1994   | Louisiana–Lafayette |
| A | 30 | Stati Uniti (bandiera)                     | Randle, Julius     | 206 cm  | 113 kg | 29-11-1994   | Kentucky            |
| P | 11 | Francia (bandiera)                         | Ntilikina, Frank   | 196 cm  | 86 kg  | 28-07-1998   | Francia             |
| AP | 20 | Stati Uniti (bandiera)                     | Knox, Kevin        | 206 cm  | 98 kg  | 11-08-1999   | Kentucky            |
| G | 18 | Stati Uniti (bandiera)                     | Burks, Alec        | 198 cm  | 98 kg  | 20-07-1991   | Colorado            |
| G | 21 | Stati Uniti (bandiera)                     | Pinson, Theo (TW)  | 196 cm  | 96 kg  | 05-11-1995   | North Carolina      |
| AG | 67 | Stati Uniti (bandiera)                     | Gibson, Taj        | 206 cm  | 105 kg | 26-06-1985   | Southern California |
| C | 14 | Stati Uniti (bandiera) · Libano (bandiera) | Pelle, Norvel      | 208 cm  | 105 kg | 03-02-1993   | Price HS            |
| C | 23 | Stati Uniti (bandiera)                     | Robinson, Mitchell | 213 cm  | 109 kg | 01-04-1998   | Chalmette HS        |
| P/G | – | Argentina (bandiera) · Italia (bandiera)   | Vildoza, Luca      | 191 cm  | 86 kg  | 11-08-1995   | Argentina           |

## Uniformi
- Casa

| Association |

- Trasferta

| Icon |

- Alternativa

| Statemant |

- Alternativa

| City |

## Classifiche

### Central Division
| Atlantic Division      | V  | S  | V%   | PR   | Casa  | Trasf | Div  | PG |
| ---------------------- | -- | -- | ---- | ---- | ----- | ----- | ---- | -- |
| z – Philadelphia 76ers | 49 | 23 | .681 | 0,0  | 29–7  | 20–16 | 10–2 | 72 |
| x – Brooklyn Nets      | 48 | 24 | .667 | 1,0  | 28–8  | 20–16 | 8–4  | 72 |
| x – N.Y. Knicks        | 41 | 31 | .569 | 8,0  | 25–11 | 16–20 | 4–8  | 72 |
| xp – Boston Celtics    | 36 | 36 | .500 | 13,0 | 21–15 | 15–21 | 4–8  | 72 |
| e – Toronto Raptors    | 27 | 45 | .375 | 22,0 | 16–20 | 11–25 | 4–8  | 72 |

### Eastern Conference
| Eastern Conference | Eastern Conference       | Eastern Conference | Eastern Conference | Eastern Conference | Eastern Conference | Eastern Conference |
| #                  | Squadra                  | V                  | S                  | V%                 | PR                 | PG                 |
| ------------------ | ------------------------ | ------------------ | ------------------ | ------------------ | ------------------ | ------------------ |
| 1                  | z – Philadelphia 76ers * | 49                 | 23                 | .681               | –                  | 72                 |
| 2                  | x – Brooklyn Nets        | 48                 | 24                 | .667               | 1,0                | 72                 |
| 3                  | y – Milwaukee Bucks *    | 46                 | 26                 | .639               | 3,0                | 72                 |
| 4                  | x – N.Y. Knicks          | 41                 | 31                 | .569               | 8,0                | 72                 |
| 5                  | y – Atlanta Hawks *      | 41                 | 31                 | .569               | 8,0                | 72                 |
| 6                  | x – Miami Heat           | 40                 | 32                 | .556               | 9,0                | 72                 |
|                    |                          |                    |                    |                    |                    |                    |
| 7                  | xp – Boston Celtics      | 36                 | 36                 | .500               | 13,0               | 72                 |
| 8                  | xp – Wash. Wizards       | 34                 | 38                 | .472               | 15,0               | 72                 |
| 9                  | ep – Indiana Pacers      | 34                 | 38                 | .472               | 15,0               | 72                 |
| 10                 | ep – Charlotte Hornets   | 33                 | 39                 | .458               | 16,0               | 72                 |
|                    |                          |                    |                    |                    |                    |                    |
| 11                 | e – Chicago Bulls        | 31                 | 41                 | .431               | 18,0               | 72                 |
| 12                 | e – Toronto Raptors      | 27                 | 45                 | .375               | 22,0               | 72                 |
| 13                 | e – Cleveland Cavaliers  | 22                 | 50                 | .306               | 27,0               | 72                 |
| 14                 | e – Orlando Magic        | 21                 | 51                 | .292               | 28,0               | 72                 |
| 15                 | e – Detroit Pistons      | 20                 | 52                 | .278               | 29,0               | 72                 |

Note:
- z – Fattore campo per gli interi playoff
- c – Fattore campo per le finali di Conference
- y – Campione della division
- x – Qualificata ai playoff
- p – Qualificata ai play-in
- e – Eliminata dai playoff
- * – Leader della division

## Mercato

### Free Agency

#### Acquisti
| Data             | Giocatore              | Contratto              | Provenienza         |
| ---------------- | ---------------------- | ---------------------- | ------------------- |
| 22 novembre 2020 | Alec Burks             | 1 anno - $6 milioni    | Philadelphia 76ers  |
| 25 novembre 2020 | Nerlens Noel           | 1 anno - $5 milioni    | Oklahoma Thunder    |
| 28 novembre 2020 | Michael Kidd-Gilchrist | 1 anno - $2.3 milioni  | Dallas Mavericks    |
| 29 novembre 2020 | Myles Powell           | Training camp          | Seton Hall Pirates  |
| 9 dicembre 2020  | Skal Labissière        | contratto 10 giorni    | Portland T. Blazers |
| 12 dicembre 2020 | Tyler Hall             | contratto 10 giorni    | Westch. Knicks      |
| 12 dicembre 2020 | Andrew White           | contratto 10 giorni    | Westch. Knicks      |
| 14 dicembre 2020 | James Young            | contratto 10 giorni    | Maccabi Haifa       |
| 17 dicembre 2020 | Bryce Brown            | contratto 10 giorni    | Maine Red Claws     |
| 17 dicembre 2020 | Louis King             | contratto 10 giorni    | Detroit Pistons     |
| 7 gennaio 2021   | Taj Gibson             | 1 anno - $2,3 milioni  | —                   |
| 2 aprile 2021    | Norvel Pelle           | contratto 10 giorni    | Sacramento Kings    |
| 5 aprile 2021    | John Henson            | contratto 10 giorni    | Detroit Pistons     |
| 12 aprile 2021   | Norvel Pelle           | 2° contratto 10 giorni | —                   |
| 22 aprile 2021   | Norvel Pelle           | 2 anni - $2,2 milioni  | —                   |
| 23 aprile 2021   | Myles Powell           | contratto Two-way      | Westch. Knicks      |
| 6 maggio 2021    | Luca Vildoza           | 3 anni - $9,9 milioni  | Saski Baskonia      |

### Cessioni
| Data             | Giocatore              | Motivo     | Nuova squadra       |
| ---------------- | ---------------------- | ---------- | ------------------- |
| 19 novembre 2020 | Wayne Ellington        | Tagliato   | Detroit Pistons     |
| 19 novembre 2020 | Kenny Wooten           | Tagliato   | Houston Rockets     |
| 23 novembre 2020 | Maurice Harkless       | Rilasciato | Miami Heat          |
| 25 novembre 2020 | Damyean Dotson         | Rilasciato | Cleveland Cavaliers |
| 26 novembre 2020 | Bobby Portis           | Rilasciato | Milwaukee Bucks     |
| 9 dicembre 2020  | Jacob Evans            | Tagliato   | Erie BayHawks       |
| 11 dicembre 2020 | Skal Labissière        | Tagliato   | Westch. Knicks      |
| 12 dicembre 2020 | Andrew White           | Tagliato   | Westch. Knicks      |
| 14 dicembre 2020 | Tyler Hall             | Tagliato   | Westch. Knicks      |
| 16 dicembre 2020 | James Young            | Tagliato   | Westch. Knicks      |
| 17 dicembre 2020 | Louis King             | Tagliato   | Westch. Knicks      |
| 19 dicembre 2020 | Bryce Brown            | Tagliato   | Westch. Knicks      |
| 19 dicembre 2020 | Michael Kidd-Gilchrist | Tagliato   | free agent          |
| 19 dicembre 2020 | Myles Powell           | Tagliato   | Westch. Knicks      |
| 7 gennaio 2021   | Omari Spellman         | Tagliato   | Erie BayHawks       |
| 29 marzo 2021    | Terrance Ferguson      | Tagliato   | free agent          |
| 29 marzo 2021    | Vincent Poirier        | Tagliato   | Real Madrid         |
| 24 aprile 2021   | Myles Powell           | Tagliato   | free agent          |

### Scambi
| 18 novembre 2020 | N.Y. KnicksDraft rights per Ante Tomić (2008 #44) Scelta 1º giro Draft 2020 | Utah JazzVincent Poirier Scelta 1º giro Draft 2020 Scelta 2º giro Draft 2020                                                                        |
| 20 novembre 2020 | N.Y. KnicksDraft rights per Mathias Lessort (2017 #50) (da Minnesota) Draft rights per Immanuel Quickley (2020 #25) (da Oklahoma) Scelta 2º giro Draft 2023 (da Oklahoma)         | Oklahoma ThunderJames Johnson (da Minnesota) Draft rights per Aleksej Pokuševski (2020 #17) (da Minnesota) Scelta 2º giro Draft 2024 (da Minnesota) |
| 20 novembre 2020 | Minnesota T'wolvesRicky Rubio (da Oklahoma) Draft rights per Leandro Bolmaro (2020 #23) (da New York) Draft rights per Jaden McDaniels (2020 #28) (da Oklahoma)                   | |
| 23 novembre 2020 | N.Y. KnicksEd Davis Scelta 2º giro Draft 2023 Scelta 2º giro Draft 2024 | Utah JazzCash considerations |
| 24 novembre 2020 | N.Y. KnicksJacob Evans Omari Spellman Scelta 2º giro Draft 2026 | Minnesota T'wolvesEd Davis |
| 27 novembre 2020 | N.Y. KnicksAustin Rivers Draft rights per Tadija Dragićević (2008 #53) Draft rights per Axel Hervelle (2005 #52) Draft rights per Sergio Llull (2009 #34)                         | Houston RocketsDraft rights per Issuf Sanon (2018 #44)                                                                                              |
| 8 febbraio 2021  | N.Y. KnicksDerrick Rose | Detroit PistonsDennis Smith Jr. Scelta 2º giro Draft 2021                                                                                           |
| 25 marzo 2021    | N.Y. Knicks Terrance Ferguson Vincent Poirier Draft rights per Emir Preldžić (2009 #57) Scelta 2º giro Draft 2021 (da Philadelphia) Scelta protetta 2º giro Draft 2024 (da Miami) | Philadelphia 76ers George Hill Ignas Brazdeikis |
| 25 marzo 2021    | Oklahoma Thunder Tony Bradley Scelta 2º giro Draft 2025 (da Philadelphia) Scelta 2º giro Draft 2026 (da Philadelphia)                                                             | |